# Liste der Bodendenkmale in Kretzschau
In der Liste der Bodendenkmale in Kretzschau sind alle Bodendenkmale der Gemeinde Kretzschau und ihrer Ortsteile aufgelistet. Grundlage ist die Veröffentlichung der Landesdenkmalliste mit Stand vom 25. Februar 2016. Die Baudenkmale sind in der Liste der Kulturdenkmale in Kretzschau aufgeführt.
| Denkmal-ID | Fundart             | Ortsteil   | Bezeichnung                     | Zeitstellung | Lage                         | Bemerkungen | Bild           |
| ---------- | ------------------- | ---------- | ------------------------------- | ------------ | ---------------------------- | --- | -------------- |
| 428300008  | Befestigung > Burg  | Gladitz    | Erdwerk – Wasserburg „Der Waal“ | Mittelalter  | Ortslage OT Gladitz (Lage)   | neuzeitliche Bebauung mit Rittergut, Gemeindeverwaltung, Ortsverein, See tw. verlandet/aufgeschüttet, Reste als Teich erhalten geblieben    | Weitere Bilder |
| 428300099  | Grabmal > Grabhügel | Hollsteitz | Grabhügel                       | undatiert    | südöstlich vom Ort (Lage)    | am Südrand der Parkanlage Hollsteitz auf dem Igelberg, 200 m südlich der Wasserburg im Teich Zuordnung als Grabhügel möglich aber fraglich, | Weitere Bilder |
| 428300012  | Befestigung > Burg  | Hollsteitz | Erdwerk – Wasserburg „Wal“      | Mittelalter  | südöstlicher Ortsrand (Lage) | Insel im Teich inmitten eines als Wald- und Landschaftspark angelegten Areals (Parkanlage Hollsteitz), mit alten Bäumen bewachsen           | Weitere Bilder |
| 428300680  | Befestigung > Wall  | Salsitz    | Reste einer Wallanlage          | Mittelalter  | am Weg nach Mannsdorf (Lage) | Erosionstal, tiefe Rinne – ‚Schmiedesohle‘, keine Wallreste vor Ort                                                                         | Bild gesucht   |